# Jules Vandromme
Jules François Vandromme, né le 3 novembre 1865 à Westouter et y décédé le 20 décembre 1946  est homme politique belge flamand, membre du parti catholique.
Il fut industriel. Il fut élu conseiller communal de Westouter (1895) et en devint bourgmestre (1913). Il fut élu député à la Chambre belge (1919-21).

## Sources
- Bio sur ODIS